# 정득후
정득후(鄭得厚, 생년 미상∼1389년) 고려(高麗) 우왕(禑王) 때의 관리(官吏)

## 정득후가 등장하는 작품
- 《개국》(KBS, 1983년~1983년, 배우:한현배)
- 《용의 눈물》(KBS, 1996년~1998년, 배우:주호성)
- 《정도전》(KBS, 2014년~2014년, 배우:양재원)
- 《태종 이방원》(KBS, 2021년~ 배우:조수혁)

## 참고 문헌
- 고려사(高麗史)
- 고려 우왕의 외척과 측근 이형우 민족문화연구 (37 2002)
- 고려 우왕대의 정치권력의 성격과 그 추이박천식 전북사학 (4 1980)